# Georges Lapassade
 (octobre 2015).
Pour les articles homonymes, voir Lapassade.
Georges Lapassade, né le 10 mai 1924 à Arbus, dans les Basses-Pyrénées, et mort le 30 juillet 2008 à Stains (Seine-Saint-Denis) est un psychosociologue et universitaire français. Il fait une carrière de professeur de sciences de l'éducation à l'université Paris-8.

## Biographie
Né le 10 mai 1924 à Arbus, Georges Lapassade est agrégé et docteur ès lettres (1962),. 

### Carrière professionnelle
Georges Lapassade est maître de conférences à l'université de Tunis puis, après son expulsion, il est maître-assistant de sociologie à l'université de Tours à partir de 1966, puis professeur de sciences de l'éducation à l'Université Paris-VIII, à Vincennes puis à Saint-Denis, à partir de 1971. Il travaille avec René Lourau, Rémi Hess, Antoine Savoye, René Barbier, Lucette Colin, Laurence Gavarini.
Il prend sa retraite en 1992.
À partir de 1989, avec d'autres professeurs de Paris VIII comme Desdemone Bardin, Christian Lemeunier, Jacky Lafortune, il s'intéresse au mouvement hip-hop naissant en France. Il invite des jeunes liés à ce mouvement ou rencontrés au hasard à l'université pour animer une radio, enregistrer de la musique, faire des graffiti sur les murs, étudier cette culture et faire de l'agitation politique. En 1989 avec le soutien de l'administration de l'université, il organise des concerts de hip-hop où se produisent notamment Stomy Bugsy, Passi, Franco, Daddy Lord C, Kader Aktivist et d'autres. En 1990, avec le soutien du gouvernement, il organise un voyage à Rome pour participer à la grève des étudiants romains. Ménélik et MC Solaar sont notamment du voyage. Néanmoins, le 8 mars 1991, Le Figaro annonce la fin des cours de hip-hop à Paris VIII.

### Fin de vie
Il conserve un bureau dans le département de sciences de l'éducation de l'université. Il meurt le 30 juillet 2008 à Stains, en Seine-Saint-Denis.
Les archives de G. Lapassade ont été déposées à la bibliothèque de Sainte-Gemme (Marne). Rémi Hess est le légataire de ses œuvres.

## Intérêts
Il s’intéresse à la psychanalyse (il a fait deux analyses, une avec Elsa Breuer et l'autre avec Jean Laplanche) et à la biologie (il travaille avec Georges Canguilhem). Il participe à la revue Arguments dirigée par Kostas Axelos et Edgar Morin et s’intéresse à la psychothérapie institutionnelle. Il reprend à Félix Guattari le syntagme « analyse institutionnelle » pour désigner une sociologie d’intervention, avec la collaboration de René Lourau. Il est une des figures importantes de la psychosociologie, de l’ethnologie et de la pédagogie. Ses actions en milieu étudiant durant les années 1958-1968 ont eu un impact important dans l'avènement des évènements de mai 1968. Il introduit en France l’ethnométhodologie. C’est le premier sociologue français à avoir travaillé sur le rap à partir de 1989. Il se penche ensuite sur les phénomènes d’états modifiés de conscience.
Il a participé à une étude fondatrice sur l'université du Québec à Montréal avec Alain Cognard. Il a été longtemps enseignant et chercheur à l'université de Paris VIII, où il dirigeait toujours un séminaire hebdomadaire au cours des dernières années de son existence.

## Critiques

### Des situationnistes
Dans l'opuscule situationniste de 1966, intitulé De la misère en milieu étudiant considérée sous ses aspects économique, politique, psychologique, sexuel et notamment intellectuel et de quelques moyens pour y remédier, écrit par des membres de l’Internationale situationniste et des étudiants de Strasbourg, dont Mustapha Khayati. 
Dans le livre de 1967, Traité de savoir-vivre à l'usage des jeunes générations de Raoul Vaneigem, on peut lire : « Pour les artistes, au sens strict du terme, la voie de la récupération absolue est toute tracée. Ils entreront avec les Lapassade et consorts dans la grande corporation des spécialistes. Le pouvoir saura les récompenser d'ainsi déployer leur talent pour habiller de couleurs neuves et séduisantes le vieux conditionnement à la passivité ».

### Du mouvement hip-hop
Georges Lapassade rapproche régulièrement le rap de la transe qui est un autre de ses domaines d'étude. Plusieurs rappeurs et graffeurs estiment que c'est une fausse piste sans lien avec la réalité. Dans le même temps Lapassade ignore l'apport musical de la syncope. De même les références émanant de la culture américaine, pourtant omniprésentes dans le hip-hop, sont rarement mentionnées par Georges Lapassade.
Georges Lapassade utilise le terme de "Zoulou" en référence à une ethnie sud-africaine pour désigner les rappeurs. Cette dénomination est diversement appréciée. Eux-mêmes se désignent plutôt comme "B.Boy" à cette époque.

### Des professeurs de Paris VIII
La linguiste Desdemone Bardin l'accuse dans un document présenté dans le film de Pascal Tessaud d'avoir récupéré une partie du travail qu'elle menait depuis plusieurs années tout en cherchant à l'évincer de ce domaine d'étude alors en cours de constitution.
Jacky Lafortune n'était pas partisan de confier la peinture des murs de l'université aux graffeurs et aurait préféré qu'elle soit confié à des étudiants en art.

## Œuvres

### Recherches institutionnelles
- Groupes, organisations, institutions, Gauthier-Villars, 1965[5].
- L'Analyseur et l'Analyste, Gauthier-Villars, 1971.
- L'Autogestion pédagogique, Gauthier-Villars, 1971.
- Socianalyse et potentiel humain, Gauthier-Villars, 1975.

### Essais
- L'Entrée dans la vie, essai sur l'inachèvement de l'homme, Minuit, 1963 ; Il s'agit de sa thèse d'État.
- Procès de l'université, Belfond, 1969
- Le Livre fou, Épi, 1971
- Clefs pour la sociologie (en collaboration avec René Lourau), Seghers, 1971
- La Bio-énergie, Delarge 1974
- Essai sur la transe, Éditions universitaires, 1976
- avec Georges Canguilhem, Jean Piquerol, Jacques Ulmann, Du développement à l’évolution au XIXe siècle, 1962, Paris, PUF/Quadrige, 2003  (ISBN 2-130-53835-5)
- Le Corps interdit (en collaboration avec René Schérer), E.S.F., 1977
- Les États modifiés de la conscience, PUF, Paris, 1987
- Le Rap ou la fureur de dire (avec Philippe Rousselot), Paris, Loris Talmont, 1990
- La Transe, Que sais-je ? PUF, 1990
- Guerre et paix dans la classe, Armand Colin, 1993
- La découverte de la dissociation, L. Talmart, 1998
- Derdeba, la nuit des Gnaoua, Traces du présent, 1999
- Regards sur la dissociation adolescente, Economica, 2000
- Le mythe de l’identité, apologie de la dissociation (en collaboration avec Patrick Boumard et Michel Lobrot), Economica, 2006

### Récits
- Le Bordel andalou, L'Herne, 1971
- L'Arpenteur, Épi, 1971
- Les Chevaux du diable, Delarge, 1974
- Joyeux tropiques, Stock, 1978
- L'autobiographe, Duculot, 1980
- La Dissociation
- Les Chants de Mogador ; Chroniques d'Essaouira, éditions Pédelahore, coll. Transhumance, 2014.